# Wasted Lives (film 1923)
Wasted Lives è un film muto del 1923 diretto da Clarence Geldert. Prodotto dalla Mission Film Corporation e distribuito dalla Second National Film Corporation, il film aveva come interpreti Richard Wayne, Catherine Murphy, Winter Hall, Lillian Leighton, Margaret Loomis, Arthur Osborne, Walt Whitman.

## Trama
Dopo avere lasciato gli studi di medicina, Randolph Adams cambia idea a causa di un incidente in cui rimane ferito un bambino. Il giovane, ricco e indolente, cambia atteggiamento e non solo torna agli studi ma decide di dedicare la sua vita all'ospedale pediatrico. Si sposa con Madge Richards, ma poi deve partire per la guerra. Quando giunge la notizia della sua morte, la madre, abbattuta, ritira il suo sostegno all'ospedale. Ned Hastings, un amico di Randolph innamorato anche lui di Madge, adesso che lei è rimasta vedova, le chiede di sposarlo. Lei sta quasi per accettare, ma la suocera rimane seriamente ferita in un incidente. Riappare però Randolph: è tornato portando con sé un vibrametro, una macchina di sua invenzione, con la quale salva la vita della madre, guarendola. Ripreso il proprio posto accanto alla moglie, si rimette a lavorare come prima per l'ospedale e per i suoi bambini.

## Produzione
Il film fu prodotto dalla Mission Film Corporation con il titolo di lavorazione Carry on the Race.

## Distribuzione
Il copyright del film, richiesto dalla Mission Film Corp., fu registrato il 27 marzo 1923 con il numero LP18843.

Distribuito dalla Second National Film Corporation, il film uscì nelle sale statunitensi il 10 gennaio 1923.
Non si conoscono copie ancora esistenti della pellicola che viene considerata presumibilmente perduta.